# RMS Carpathia
El RMS Carpathia fue un transatlántico británico de la compañía naviera Cunard Line que fue construido en el astillero naval de Swan Hunter & Wigham Richardson. Su construcción fue iniciada en septiembre de 1901, fue botado al mar en agosto de 1902 y realizó su viaje inaugural en mayo de 1903. El Carpathia fue diseñado para transportar inmigrantes del este europeo y personas de clase media, ofreciendo mayor comodidad que el de otros buques de la época. En 1905, fue añadida una primera clase y se aumentaron las instalaciones de la tercera clase. 
Después de nueve años en servicio sin ningún incidente destacado, el Carpathia recibió las llamadas de socorro del RMS Titanic, en la madrugada del 15 de abril de 1912, mientras realizaba su rutinaria travesía desde Nueva York hacia Fiume (Austria-Hungría) —en la actualidad, Rijeka (Croacia)—. El capitán Arthur Rostron cambió el rumbo del buque para ir al rescate del Titanic, preparó a toda su tripulación y consiguió batir su propio récord de velocidad. El Carpathia rescató entre 705 y 712 supervivientes al alba y regresó a Nueva York el 18 de abril. La prensa de la época y varios pasajeros del Titanic consideraron héroes al capitán Arthur Rostron y su tripulación.
El Carpathia continuó su servicio comercial durante la Primera Guerra Mundial, actuando también como buque de transporte de tropas. Durante la guerra, el 17 de julio de 1918, fue torpedeado por el submarino alemán SM U-55 y se hundió, muriendo cinco personas en el naufragio. Los restos del Carpathia fueron hallados, en el año 2000, por el explorador Clive Cussler y su compañía National Underwater and Marine Agency (NUMA).

## Antecedentes
Alrededor de 1900, la Cunard Line se enfrentó a una fuerte competencia de la compañía naviera británica White Star Line y las alemanas Norddeutscher Lloyd (NDL) y Hamburg Amerika Linie (HAPAG). Los mayores transatlánticos de Cunard a partir de 1898, el RMS Campania y el RMS Lucania, tenían una reputación por su tamaño y velocidad, ambos de 12.950 toneladas de registro bruto (TRB) y habiendo ganado la preciada Banda Azul, premio para la travesía más rápida. Sin embargo, el nuevo transatlántico de la NDL, el SS Kaiser Wilhelm der Grosse, se había hecho con el premio en 1897 al cruzar el atlantico en 5 días, 17 horas y 6 minutos.   mientras que la White Star planeaba poner en servicio un nuevo transatlántico de 17 000 TRB, el RMS Oceanic y un cuarteto de barcos de más de 20 000 TRB, conocidos como los Cuatro Grandes. Cunard también actualizó su flota durante esta época, ordenando la construcción de tres nuevos transatlánticos: el SS Ivernia, el RMS Saxonia y el Carpathia.
En lugar de intentar recuperar plenamente el prestigio gastando el dinero adicional necesario para encargar buques de línea lo suficientemente rápidos como para recuperar la Banda Azul o lo suficientemente grandes como para rivalizar con el Oceanic y los Cuatro Grandes en tamaño, Cunard trató de maximizar su rentabilidad a fin de seguir siendo lo suficientemente solvente como para evitar cualquier intento de absorción por parte del conglomerado naviero competidor con el nombre de International Mercantile Marine Co.[cita requerida]
Los tres nuevos barcos no eran particularmente rápidos, ya que estaban diseñados para viajeros de clase media e inmigrantes, pero proporcionaban un ahorro significativo en el costo del combustible. Las tres naves se convirtieron en instrumentos y modelos a través de los cuales Cunard pudo competir con éxito con sus mayores rivales, en particular con la compañía líder de IMM, la White Star Line.
El Carpathia fue un diseño modificado del SS Ivernia y del RMS Saxonia siendo aproximadamente 40 pies (12 m) más corto que estos últimos. Al igual que sus predecesores, su diseño se basaba en un casco largo, una superestructura baja y bien equilibrada, y cuatro mástiles equipados con grúas, lo que permitía un manejo efectivo de mayores cantidades de carga que las habituales en un transatlántico. El Carpathia fue diseñado con un único embudo alto de chimenea para transportar el hollín y el humo bien lejos de las zonas de pasajeros.

## Historia

### Construcción y características

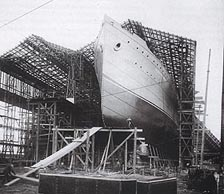
El casco del Carpathia, pintado de color gris claro, aguarda en el astillero para su botadura.

El Carpathia cuyo nombre proviene de los Montes Cárpatos fue construido por los astilleros Swan Hunter & Wigham Richardson, en Wallsend (Tyne y Wear, Inglaterra, Reino Unido). La construcción del Carpathia comenzó el 10 de septiembre de 1901. Durante su construcción, su casco fue pintado de color gris claro para que saliera con mayor nitidez en las fotografías. El Carpathia fue botado al mar el 6 de agosto de 1902, siendo después remolcado a un dique seco para su acondicionamiento, durante los siguientes ocho meses. Una vez terminada su construcción, el buque realizó sus pruebas de mar entre el 22 y el 25 de abril de 1903.
El Carpathia no fue concebido como un transatlántico de lujo, sino para transportar principalmente pasajeros de segunda y tercera clase, las cuales proporcionaban un confort considerable en esa época. Los pasajeros de segunda clase tenían acceso a una biblioteca, una sala de fumadores y un comedor; instalaciones con las que también contaba la tercera clase, exceptuando la biblioteca. Una pequeña área para pasajeros de primera clase fue añadida posteriormente en 1905, siendo también aumentadas considerablemente las instalaciones de tercera clase.
Su capacidad original era de 1704 pasajeros, sin embargo tras las reformas efectuadas en 1905 su capacidad aumentó hasta los 2550 pasajeros. Como posterior barco de transporte de tropas durante la Primera Guerra Mundial, fue adaptado para transportar hasta tres mil hombres y mil toneladas de abastecimientos, o mil hombres con caballos. La embarcación también tenía una pequeña orquesta, de la cual dos de sus músicos, Theodore Brailey y Robert Bricoux, posteriormente se integrarían a la orquesta del Titanic. El Carpathia tenía 170 metros de eslora, 19 metros de manga, un tonelaje de 13 555 toneladas, y era propulsado por dos hélices de tres palas movidas por dos máquinas de vapor de ocho cilindros y cuádruple expansión que le permitían alcanzar una velocidad media de 14 nudos (26 km/h). Sin embargo, en la noche del naufragio del Titanic, el buque logró alcanzar una velocidad récord de 17,5 nudos (32,4 km/h).

### Primeros años en servicio
El Carpathia hizo su viaje inaugural el 5 de mayo de 1903, zarpando desde Liverpool (Reino Unido) rumbo a Boston (Estados Unidos), haciendo escala en Queenstown (Irlanda); el viaje, sin embargo, se vio atrasado a causa de una huelga durante el período final de su construcción. Después de eso, sirvió en la ruta Nueva York-Liverpool durante el verano, y en la ruta Nueva York-Fiume (Austria-Hungría) y después hasta Trieste (Italia) en la época de invierno. El Carpathia sirvió a la Cunard durante sus primeros nueve años de carrera de manera tranquila y eficiente, sin involucrarse en ningún incidente digno de destacar. Desde su botadura, el buque recibió poca atención por parte de la prensa, estando a la sombra de los grandes transatlánticos de la época como los Cuatro Grandes, la Clase Kaiser, el RMS Oceanic, el RMS Lusitania, el RMS Mauretania, y la Clase Olympic.

### Desastre del Titanic

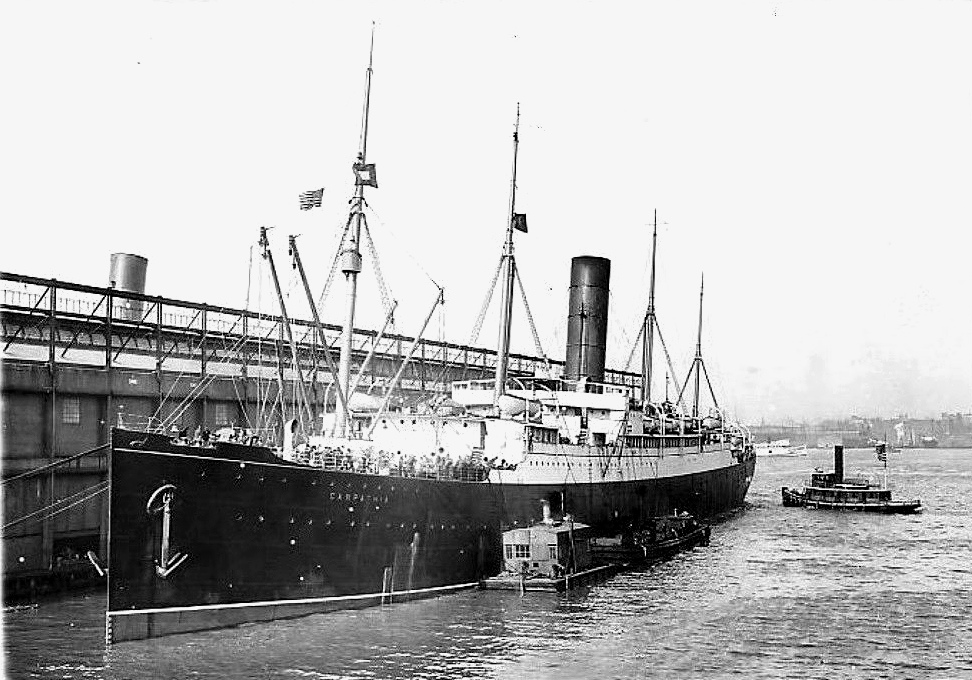
El Carpathia en el puerto de Nueva York, tras el rescate de los supervivientes del Titanic.

El Carpathia dejó Nueva York el 11 de abril de 1912 con destino a Fiume (Austria-Hungría), al mando del capitán Arthur Rostron (que había asumido el mando del barco el 18 de enero); a bordo viajaban apenas 743 pasajeros, con su segunda y tercera clases estando medio vacías, ya que había solo 50 pasajeros en segunda clase y 565 en tercera. Entre los pasajeros estaban el pintor Colin Campbell Cooper, el periodista Lewis P. Skidmore, el fotógrafo Dr. Francis H. Blackmarr y Charles H. Marshall.
Aproximadamente a las 0:26 a. m. del 15 de abril, se recibió la angustiosa llamada de auxilio (CQD) del RMS Titanic en su sala de telégrafo, a cargo del operador de radio Harold Cottam (que aún estaba de servicio y se preparaba para irse a dormir). Cottam informó al primer oficial y ambos fueron a despertar al capitán Rostron en su camarote para darle la noticia. Rostron, que estaba a unas 58 millas (93 km) al sur de la posición radiada, cambió de rumbo, ordenó máxima velocidad a la sala de máquinas (convocando a todos los fogoneros para trabajar) y preparó a toda la tripulación para el rescate. También ordenó apagar la calefacción del barco para que las máquinas utilizasen todo el vapor disponible, y el transatlántico logró alcanzar una velocidad de 17,5 nudos (32,4 km/h) durante su trayecto en dirección al Titanic, más de tres nudos por encima de su velocidad habitual; pero incluso así, el buque tardó cuatro horas en llegar al lugar del naufragio.

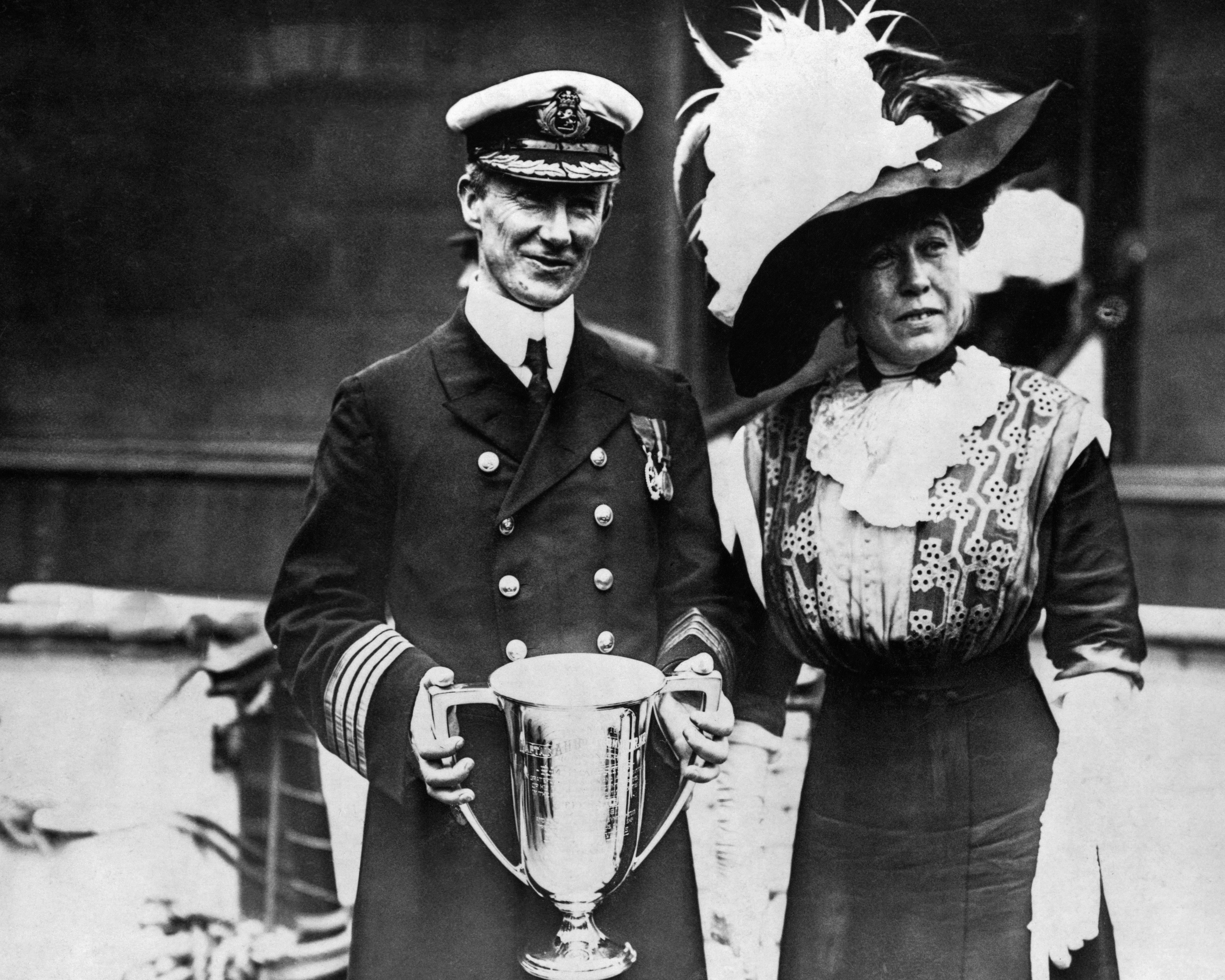
El capitán Rostron junto a Margaret Brown, exhibiendo el premio concedido por su participación en el rescate de los supervivientes del Titanic.

Después de atravesar peligrosos campos de hielo, el Carpathia logró llegar dos horas después del hundimiento (aproximadamente a las 4 de la mañana). Cuando el Carpathia llegó al lugar, avistó el primer bote salvavidas a las 4:00 a. m.; este era el bote n.º 2, que fue rescatado diez minutos después. El primer superviviente que embarcó en el Carpathia fue el cuarto oficial Joseph Boxhall, quien anunció oficialmente a Rostron la pérdida del Titanic. El rescate continuó durante las cuatro horas siguientes, con trece botes recuperados y poco más de setecientas personas; el último superviviente en embarcar fue el segundo oficial Charles Lightoller.
Tras el rescate, Rostron luego percibió que el Carpathia no estaba en condiciones de continuar su viaje hacia Europa con los supervivientes a bordo, decidiendo entonces regresar a Nueva York. En su trayecto, el Carpathia entró en contacto con otros barcos que estaban en el área, incluyendo el RMS Olympic, gemelo del Titanic. Durante el viaje de regreso el capitán Rostron rechazó la propuesta del capitán del Olympic, Herbert Haddock, de transferir a los supervivientes a su barco, ya que el naufragio era todavía reciente y los supervivientes aún se encontraban traumatizados con los hechos que acababan de vivir, y que les provocaría mayor angustia el hecho de pedirles embarcar a bordo de un barco prácticamente idéntico al que vieron naufragar, pues temerían que la misma situación volviera a repetirse. A bordo del Carpathia, Harold Cottam fue ayudado por el operador superviviente del Titanic, Harold Bride, en su trabajo de enviar mensajes personales y la lista de nombres de los supervivientes. El Carpathia llegó a Nueva York el 18 de abril, siendo recibido por millares de personas.
Por su labor de rescate, la tripulación del Carpathia fue condecorada por los supervivientes: los miembros de la tripulación fueron condecorados con medallas de bronce, los oficiales con medallas de plata y el capitán Rostron con una medalla de oro y una copa de plata, que le entregó Margaret Brown. Posteriormente, Rostron fue huésped del presidente William Howard Taft en la Casa Blanca y fue obsequiado con una Medalla de oro del Congreso, el honor más alto que le podía atribuir el Congreso de Estados Unidos. Años después, cuando se le preguntó cómo el Carpathia consiguió atravesar un campo de hielo a una velocidad muy por encima de la que había sido originalmente planeada en su construcción, Rostron respondió diciendo que «Otra mano diferente de la mía estaba al timón aquella noche».

### Primera Guerra Mundial: hundimiento

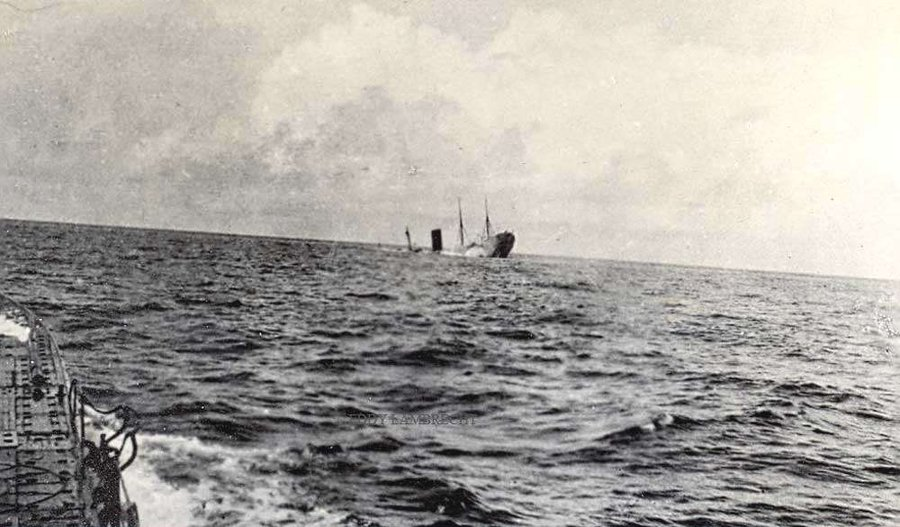
El Carpathia hundiéndose el 17 de julio de 1918, tras ser torpedeado por el submarino alemán.

El Carpathia continuó su servicio comercial durante la Primera Guerra Mundial entre Liverpool, Boston y Nueva York, realizando también viajes de transporte de tropas desde América del Norte a Europa. Frecuentemente viajaba en convoyes con varios buques, habiendo escapado en muchas ocasiones de situaciones peligrosas y ataques de submarinos U-Boot alemanes.
El Carpathia dejó Liverpool el 15 de julio de 1918 en un convoy. Las embarcaciones se dividieron dos días después, el 17 de julio, y el Carpathia lideró un grupo de siete buques. En aquel mismo día fue avistado por el submarino alemán SM U-55, que estaba navegando cerca de la costa de Irlanda. El U-55 disparó dos torpedos contra la embarcación; el primero acertó entre el almacén de carga n.º 4 y el almacén de carbón, y el segundo alcanzó la sala de máquinas matando a cinco personas e hiriendo seriamente a otras dos. Además, las explosiones destruyeron los sistemas eléctricos y de radio, y dos botes salvavidas.
El capitán William Prothero ordenó una evacuación inmediata, señalizó con banderas su situación para que los otros barcos huyesen y lanzó fuegos artificiales con el fin de llamar a los barcos de patrulla. El Carpathia comenzó a hundirse por la proa. Once botes salvavidas fueron arriados con todos los pasajeros y tripulantes a bordo, con excepción de los oficiales sénior y de los artilleros, que se quedaron atrás destruyendo documentos importantes. Prothero llamó a un bote para que se acercara después de completar sus tareas y las personas restantes también se salvaron.
Una hora después, el U-55 fue avistado nuevamente y disparó un tercer torpedo, acertando al compartimento n.º 5. El Carpathia se hundió totalmente diez minutos después, dos horas y treinta minutos después del primer impacto. El submarino fue avistado una vez más quince minutos después, esta vez yendo en dirección a los botes, sin embargo el HMS Snowdrop llegó y ahuyentó al submarino, rescatando a los supervivientes. De las 280 personas que estaban a bordo, sobrevivieron 275.

## Búsquedas y trabajos de salvamento
El 9 de septiembre de 1999 las agencias de noticias Reuters y AP informaron que Argosy International Ltd., dirigida por Graham Jessop, hijo del internacionalmente conocido explorador submarino Keith Jessop, había encontrado los restos del Carpathia en el fondo del océano Atlántico, en aquella semana, alrededor de 185 millas (298 km) al sudoeste de la costa inglesa. "Está en condiciones muy buenas para un barco naufragado con la antigüedad que tiene", afirmó Jessop. "Está en una sola pieza y en posición vertical".
Sin embargo, el mal tiempo forzó a Jessop a abandonar los restos antes de poder verificar el descubrimiento con cámaras subacuáticas. Al volver posteriormente al lugar, se descubrió que los restos en realidad pertenecían al SS Isis de la HAPAG, que se había hundido el 8 de noviembre de 1936.
En la primavera de 2000, el arqueólogo marino y escritor estadounidense Clive Cussler anunció que su organización, la National Underwater and Marine Agency (NUMA), había encontrado los verdaderos restos del Carpathia, a una profundidad de 500 pies (150 metros). Según la NUMA, los restos se encuentran al sur de la roca fastnet
, Irlanda.
Un año después del hallazgo, los restos del Carpathia fueron comprados por RMS Titanic Inc. (la empresa que posee los derechos de exploración del pecio del Titanic), que posteriormente los revendió en 2007 a Seaventures.
El pecio del Carpathia yace en el fondo del mar, en las coordenadas 49°12′01.72″N 10°32′58.89″O / 49.2004778, -10.5496917. Se encuentra ligeramente inclinado hacia estribor. 
Actualmente se está empezando a desmoronar, con su proa estando apenas a algunos metros por encima del suelo oceánico. Las partes centrales están en mejores condiciones y la popa está casi intacta. Por estar en un lugar remoto, los restos fueron explorados muy pocas veces desde su descubrimiento, sin embargo algunos objetos consiguieron ser recuperados.

## Perfil del Carpathia

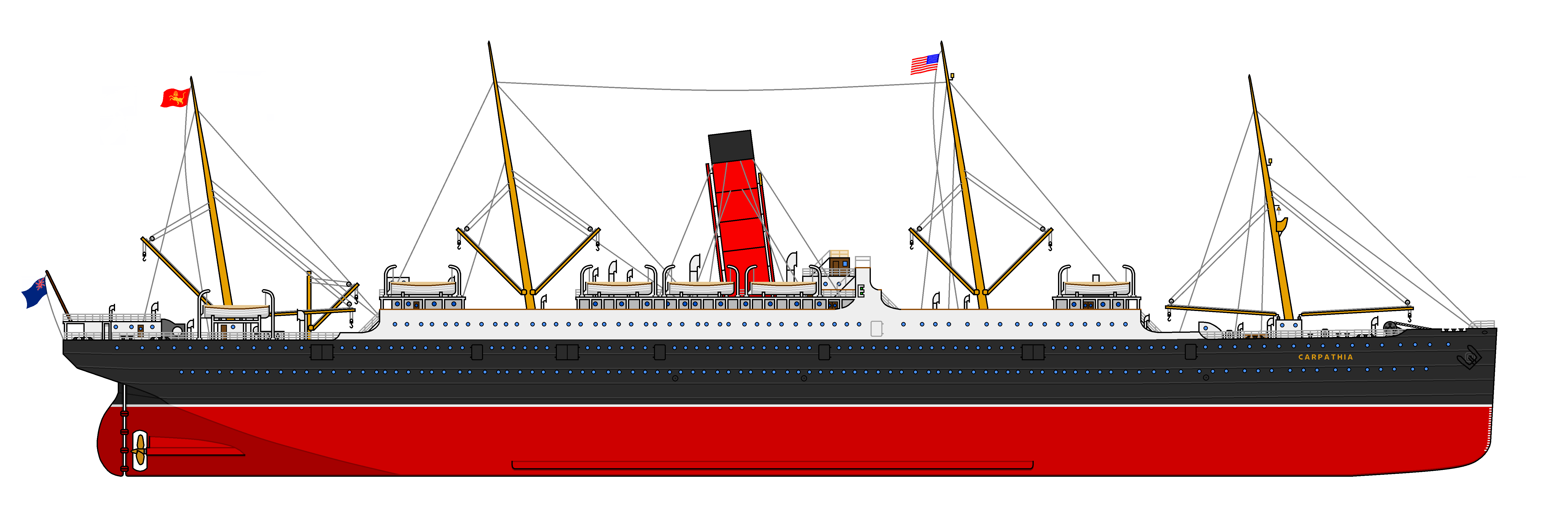
Perfil en color del RMS Carpathia